# Orbitopatia tarczycowa
Orbitopatia tarczycowa (łac. orbitopathia thyrogenes, ang. thyroid eye disease, TED) – zespół objawów ocznych wywołany zapaleniem immunologicznym tkanek miękkich oczodołu, powstałych w przebiegu choroby Gravesa-Basedowa. Nazwa orbitopatia tarczycowa jest nazwą aktualnie zalecaną. W przeszłości choroba była nazywana także oftalmopatią tarczycową, oftalmopatią naciekowo-obrzękową, oftalmopatią Gravesa-Basedowa lub wytrzeszczem złośliwym.
Objaw występuje w 10–30% przypadków choroby Gravesa-Basedowa, z czego 5–10% przypadków ma ciężki, wymagający intensywnego leczenia przebieg kliniczny.

## Etiologia
W przebiegu choroby dochodzi do immunologicznego zapalenia mięśni, tkanki tłuszczowej i łącznej wypełniającej oczodół. Początkowo występuje tylko obrzęk, w późniejszych okresach może dołączyć włóknienie i stłuszczenie. Najczęściej zajęte procesem chorobowym są mięśnie proste, dolny i górny. Choroba zwykle występuje obustronnie, tylko 5% jednostronnie. Choroba objawia się najczęściej (75% przypadków) łącznie z objawami nadczynności tarczycy, jednak w 20% je poprzedza. 5% przypadków przebiega bez klinicznych objawów nadczynności tarczycy.

## Przebieg kliniczny
- w 75% przypadków chorobę można rozpoznać tylko na podstawie badań obrazowych (USG, tomografia komputerowa, jądrowy rezonans magnetyczny)
- jawna orbitopatia występuje w 5–10% przypadków
- wytrzeszcz złośliwy czyli przypadki przebiegające z wytrzeszczem powyżej 27 mm wynoszą około 2%.

Postaci łagodne ustępują bez leczenia. Postaci ciężkie mogą doprowadzić do uszkodzenia oka, najczęściej zależnego od uszkodzenia rogówki. W przypadku zwłóknienia tkanek miękkich oczodołu zejściem choroby jest występowanie przetrwałego wytrzeszczu.

### Objawy
- objaw Dalrymple’a
- objaw Kochera
- objaw Möbiusa
- objaw Popowa
- objaw Stellwaga
- objaw Graefego
- objaw Jellinka
- objaw Rosenbacha – drżenie zamkniętych powiek

## Leczenie
Z uwagi, że choroba może ustąpić samoistnie, decyzja o wdrożeniu leczenia powinna zostać poprzedzona oceną aktywności stanu zapalnego. Leczenie wdraża się w następujących wypadkach:
- indeks aktywności klinicznej jest równy lub większy od 4 – przyznaje się po 1 punkcie w zależności od występowania następujących objawów:
  - ból lub ucisk gałek ocznych
  - ból przy spojrzeniu w różnych kierunkach
  - zaczerwienienie powiek
  - przekrwienie spojówek
  - obrzęk mięska łzowego
  - obrzęk spojówek
  - obrzęk powiek
- objawy choroby występują krócej niż 18 miesięcy
- występuje narastanie objawów:
  - wytrzeszczu powyżej 2 milimetrów w ciągu 3 miesięcy
  - zmniejszania się ruchomości gałek ocznych o 5 stopni
  - pogorszenia ostrości widzenia przynajmniej o 1 linię na tablicy Snellena

Leczeniem z wyboru jest stosowanie glikokortykosteroidów:
- metyloprednizolon w dawce 1000 mg podawany dożylnie 2 kolejne dni w tygodniu przez 4 tygodnie
- prednizon w dawce 1 mg/kg/doba doustnie przez 6–8 tygodni i następnie w dawkach stopniowo zmniejszanych przez 3 miesiące

Uzupełnieniem tego leczenia może być napromieniowanie oczodołów. W przypadkach utrwalonej orbitopatii stosuje się także leczenie operacyjne.